# Berliet CAO
Der Berliet CAO war ein französischer Omnibus aus der Zeit vor dem Ersten Weltkrieg.

## Geschichte, Technik
Die allgemeine Betriebserlaubnis für den Berliet CAO wurde im Juli 1912 erteilt, ab diesem Zeitpunkt wurde das Fahrzeug gebaut. Ein Foto zeigt einen Bus dieses Typs im Dienste eines Lyoner Omnibusfuhrunternehmens.
Der wassergekühlte Vierzylindermotor hatte eine Bohrung von 100 und einen Hub von 140 mm, also einen Hubraum von 4398 cm³ und gab seine nicht genannte Höchstleistung bei 1000/min ab. Steuerlich war das Fahrzeug mit 22 Steuer-PS eingestuft. Das Getriebe hatte vier Vorwärtsgänge, dazu einen Rückwärtsgang. 16 Personen konnten transportiert werden. Der Antrieb auf die Hinterachse erfolgte über Ketten.